# Kenji Moriyama
Kenji Moriyama (守山健二 Moriyama Kenji?, nacido el 21 de junio de 1991 en Kanagawa) es un futbolista japonés que se desempeña como guardameta.

## Trayectoria

### Clubes
| Club          | País  | Año         |
| ------------- | ----- | ----------- |
| YSCC Yokohama | Japón | 2014 - 2016 |
| Nara Club     | Japón | 2017        |

## Estadística de carrera

### J. League
| Club          | Año   | J. League | J. League | Copa J. League | Copa J. League | Total | Total |
| Club          | Año   | Part.     | Goles     | Part.          | Goles          | Part. | Goles |
| ------------- | ----- | --------- | --------- | -------------- | -------------- | ----- | ----- |
| YSCC Yokohama | 2014  | 0         | 0         | -              | -              | 0     | 0     |
| YSCC Yokohama | 2015  | 0         | 0         | -              | -              | 0     | 0     |
| YSCC Yokohama | 2016  | 24        | 0         | -              | -              | 24    | 0     |
| Total         | Total | 24        | 0         | 0              | 0              | 24    | 0     |